# 박피형

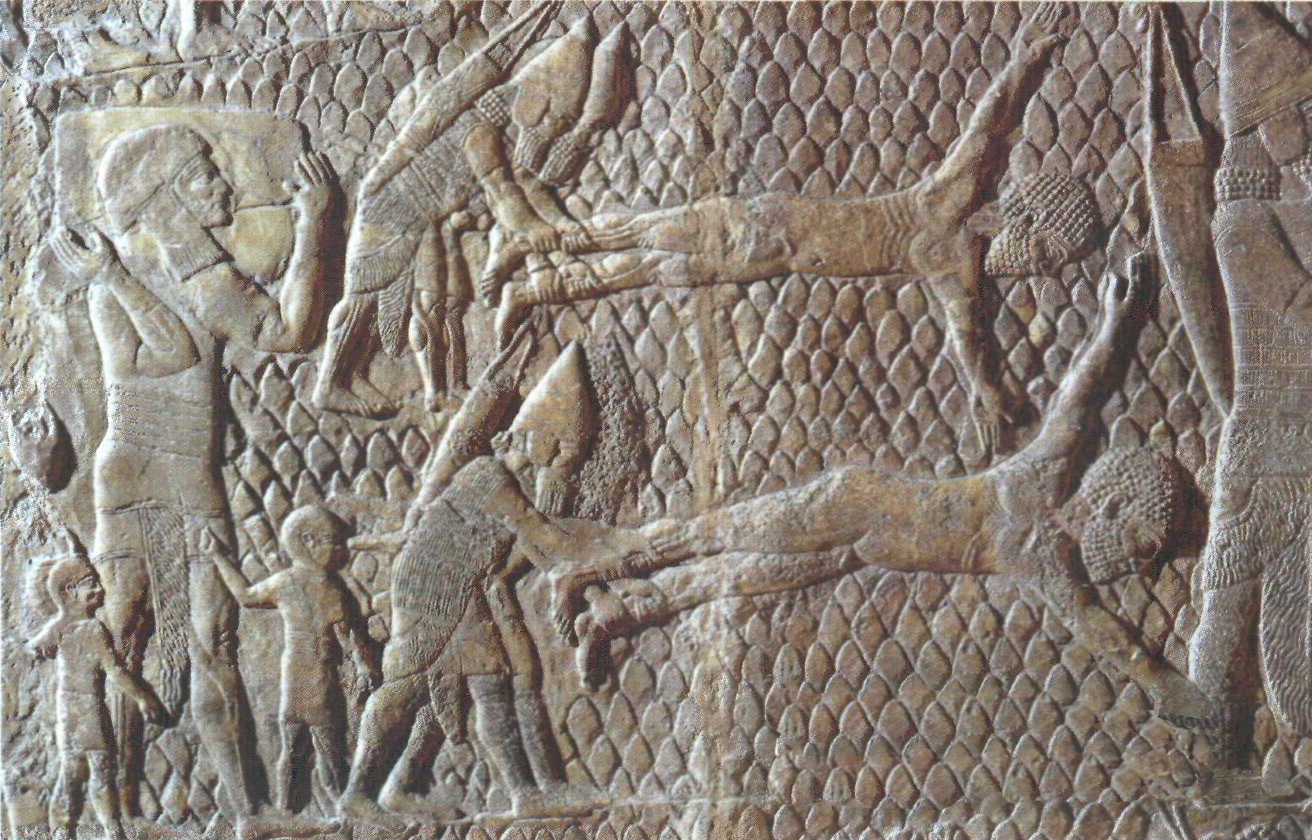
아시리아 사람들이 생존 중인 죄수의 가죽을 벗겨내는 모습

박피형, 가죽 벗기기 또는 인피 벗기기는 몸에서 가죽을 제거하는 느리고 고통스러운 고문 및 처형 방법이다. 일반적으로 제거된 피부 부분을 그대로 유지하려는 시도가 이루어진다.

## 범위
죽은 동물은 사람의 음식으로 사용하거나 가죽이나 모피로 사용하기 위해 준비할 때 가죽을 벗겨낼 수 있다. 이것을 더 일반적으로 스키닝(skinning)이라고 한다.
인간의 가죽을 벗기는 것은 피부가 얼마나 제거되는지에 따라 고문이나 처형 방법으로 사용된다. 대체로 살아있는 채로 가죽이 벗겨진다. 일반적으로 저명한 적이나 범죄자의 시체를 훼손하는 수단으로, 때로는 종교적 신념(예: 내세를 부정하기 위해)과 관련된 수단으로 죽은 후에 가죽을 벗긴 사람들에 대한 기록도 있다. 때로 가죽은 의식 목적을 위해 사용된다(예: 스캘핑).

## 같이 보기
- 인피제본
- 능지